# Coralliophila salebrosa
Coralliophila salebrosa is een slakkensoort uit de familie van de Muricidae. De wetenschappelijke naam van de soort is voor het eerst geldig gepubliceerd in 1863 door H. Adams & A. Adams.